# Lee Sandales
Lee Sandales (Gateacre, ...) è uno scenografo inglese, vincitore del Premo Oscar alla miglior scenografia per Wicked. 

## Biografia
Lee Sandales è nato e cresciuto a Gateacre nel Regno Unito. Ha frequentato l'Università di Roehampton. Ha lavorato alla scenografia di alcuni film della saga di Harry Potter e di Star Wars. Nel 2012 è stato candidato al Premio Oscar alla migliore scenografia per War Horse. Ha ricevuto la sua seconda candidatura nel 2020 per 1917 di Sam Mendes. 

## Filmografia

### Cinema
- I rubacchiotti (The Borrowers), regia di Peter Hewitt (1997)
- Rogue Trader, regia di James Dearden (1999)
- Fanny e Elvis (Fanny and Elvis), regia di Kay Mellor (1999)
- Best, regia di Mary McGuckian (2000)
- Chocolat, regia di Lasse Hallström (2000)
- The Mystic Masseur, regia di Vidiadhar Surajprasad Naipaul (2001)
- Harry Potter e la pietra filosofale (Harry Potter and the Philosopher's Stone), regia di Chris Columbus (2001)
- Charlotte Gray, regia di Gillian Armstrong (2001)
- Harry Potter e la camera dei segreti (Harry Potter and the Chamber of Secrets), regia di Chris Columbus (2002)
- Harry Potter e il prigioniero di Azkaban (Harry Potter and the Prisoner of Azkaban), regia di Alfonso Cuarón (2004)
- Un giorno per sbaglio (Separate Lies), regia di Julian Fellowes (2005)
- La fabbrica di cioccolato (Charlie and the Chocolate Factory), regia di Tim Burton (2005)
- Harry Potter e il calice di fuoco (Harry Potter and the Goblet of Fire), regia di Mike Newell (2005)
- I figli degli uomini (Children of Men), regia di Alfonso Cuarón (2006)
- Complicità e sospetti (Breaking and Entering), regia di Anthony Minghella (2006)
- Casino Royale, regia di Martin Campbell (2006)
- La bussola d'oro (The Golden Compass), regia di Chris Weitz (2007)
- Il mistero delle pagine perdute (National Treasure: Book of Secrets), regia di Jon Turteltaub (2007)
- Senza apparente motivo (Incendiary), regia di Sharon Maguire (2008)
- Il cavaliere oscuro (The Dark Knight), regia di Christopher Nolan (2008)
- Green Zone, regia di Paul Greengrass (2010)
- Sex and the City 2, regia di Michael Patrick King (2010)
- Blitz, regia di Elliott Lester (2011)
- War Horse, regia di Steven Spielberg (2011)
- La furia dei titani (Wrath of the Titans), regia di Jonathan Liebesman (2012)
- Maleficent, regia di Robert Stromberg (2014)
- Star Wars - Il risveglio della Forza (Star Wars: The Force Awakens), regia di J. J. Abrams (2015)
- Rogue One: A Star Wars Story, regia di Gareth Edwards (2016)
- Solo: A Star Wars Story, regia di Ron Howard (2018)
- 1917, regia di Sam Mendes (2019)
- Dolittle, regia di Stephen Gaghan (2020)
- The Batman, regia di Matt Reeves (2022)
- Wonka, regia di Paul King (2023)
- Wicked, regia di Jon M. Chu (2024)

### Televisione
- David Copperfield - miniserie TV, 2 episodi (1999)

## Riconoscimenti
- Premio Oscar
  - 2012 - Candidatura alla migliore scenografia per War Horse
  - 2020 - Candidatura alla migliore scenografia per 1917
  - 2025 - Migliore scenografia per Wicked
- Premio BAFTA
  - 2012 - Candidatura alla migliore scenografia per War Horse
  - 2016 - Candidatura alla migliore scenografia per Star Wars: Il risveglio della Forza
  - 2020 - Migliore scenografia per 1917
  - 2023 - Candidatura alla migliore scenografia per The Batman
  - 2025 - Candidatura alla migliore scenografia per Wicked
- Critics' Choice Awards
  - 2012 - Candidatura alla migliore scenografia per War Horse
  - 2020 - Candidatura alla migliore scenografia per 1917
  - 2025 - Candidatura alla migliore scenografia per Wicked